# Torre Tavira
La Torre Tavira es la torre vigía de mayor altura de la ciudad vieja de Cádiz (Andalucía, España), con aproximadamente 33 metros de altura sobre el suelo y 45 metros sobre el nivel del mar, y el segundo punto más alto, solo superado por las torres de La Catedral, a aprox. 58 metros de altitud. Se encuentra situada en la Casa-Palacio de los Marqueses de Recaño (actualmente en obras para futuro museo del carnaval), en la esquina de las calles Marqués del Real Tesoro y Sacramento, y fue construida en el siglo XVIII en estilo barroco. Designada torre vigía oficial del puerto gaditano en 1778 por ser la de más alta cota, recibe el nombre de su primer vigía, el teniente de fragata Antonio Tavira. Actualmente alberga la Cámara Oscura, una de las atracciones turísticas más simbólicas de la ciudad de Cádiz.

## Historia
El primer Borbón que gobernó en España fue Felipe V, durante el siglo XVIII, y a quien la ciudad de Cádiz debe su siglo de esplendor. Era la época del comercio colonial con los territorios colonizados de América Central y América del Sur, y existía la conocida como Casa de Contratación, fundada el año 1503 para fomentar el comercio con los territorios de ultramar. En el año 1717, Felipe V decidió trasladar la institución de Sevilla a Cádiz, hecho que inició el siglo de esplendor económico de la ciudad. De esa época de ricos comerciantes con vidas lujosas perviven, aún hoy en día, más de cien torres mirador. La Torre Tavira era, y todavía es, la más importante de todas ellas. Situada en un punto ligeramente más elevado que el resto de la ciudad, fue designada torre de vigía en 1778.
La Torre está dividida en cinco plantas, con dos salas de exposiciones y un mirador. Una de las salas de exposición muestra una explicación básica de la historia y el funcionamiento de la cámara oscura, así como todas las cámaras oscuras que se encuentran repartidas por España y por el mundo. La otra sala está dedicada a la ciudad de Cádiz: el funcionamiento del puerto durante el siglo XVIII, las rutas comerciales con las colonias americanas, el posicionamiento de las casas de los antiguos comerciantes ricos y alusiones históricas a hechos como las Cortes de Cádiz de 1812.
Además, varias salas de la Torre se utilizan habitualmente para actividades culturales, como exposiciones artísticas, presentaciones de libros o espectáculos.

## La cámara oscura como espectáculo
El ayuntamiento de Cádiz es el propietario de la Torre Tavira, pero, aun así, desde 1994 funciona a partir de una gestión privada mediante una concesión administrativa que se concedió para la construcción de la cámara oscura. La impulsora del proyecto, Belén González Dorao, tras visitar la cámara oscura de la Torre Outlook en Edimburgo, Escocia, decidió que aquella que se planteaba instalar en Cádiz debía estar situada en “un lugar emblemático y con excelentes vistas”. Después de salir a concurso público y estar veinte días en riesgo de que cualquier otro proyecto optara a la concesión, la Torre Tavira fue dispuesta para la construcción de la cámara oscura. 

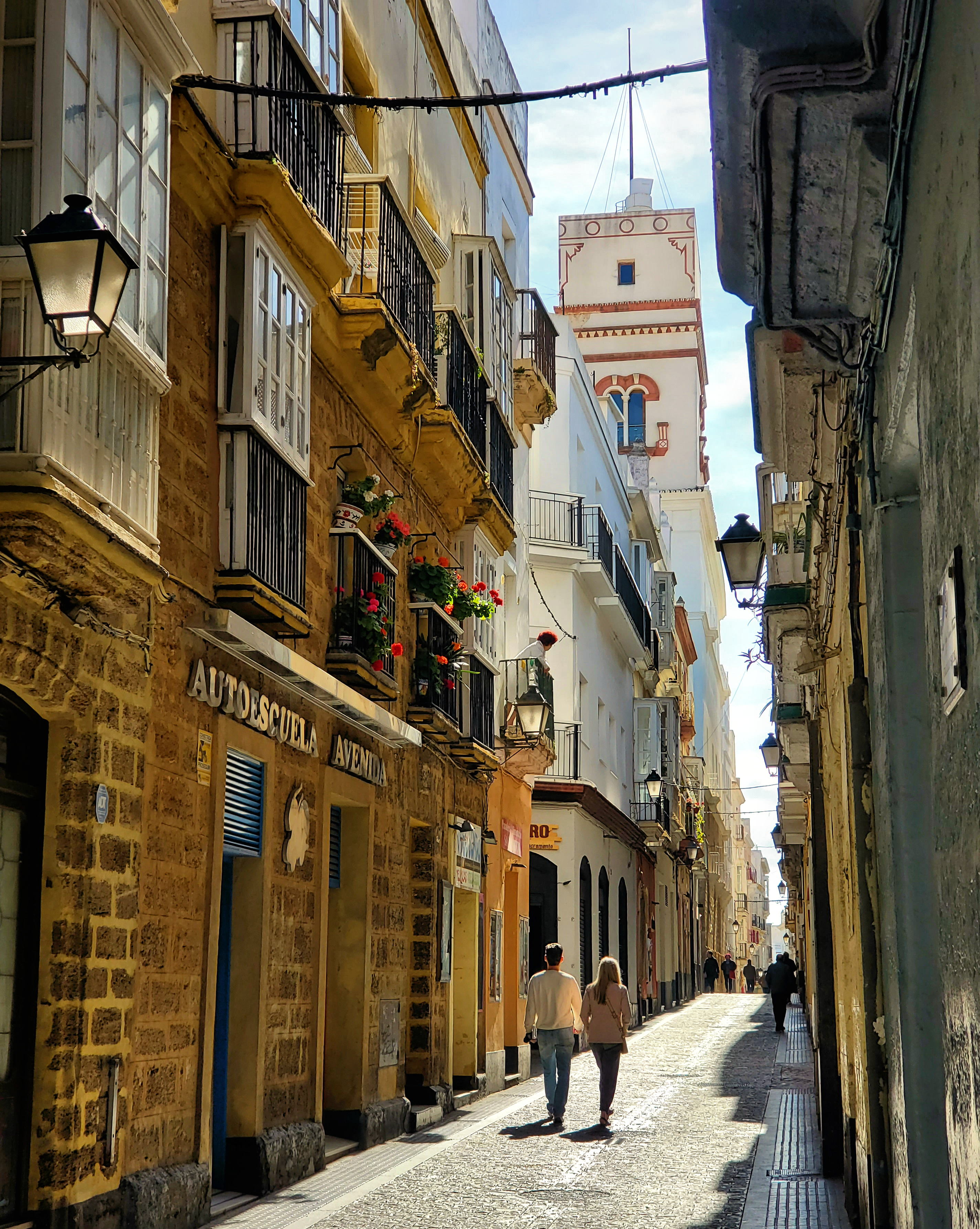
Calle Sacramento y Torre Tavira.

Esta es una habitación completamente negra con un espacio de proyección, el cual es una pantalla blanca cóncava. Encima de esta pantalla, en el techo, está situado un tubo cuyo trabajo es encargarse de hacer entrar luz a la sala mediante un juego de espejos y un periscopio. Concretamente, el tubo sobresale del techo de la torre y cuenta con unas lentes de aumento, un espejo giratorio y una ventana por la cual entran las imágenes panorámicas. Dentro del espacio de la habitación caben unas 15 o 20 personas, las cuales se sitúan alrededor de la pantalla de proyección para observar una vista panorámica de 360° de la ciudad desde el mar y la bahía durante 15 minutos.
La cámara oscura de la Torre Tavira es considerada un “ejemplo significativo del uso de un bien patrimonial con fines turísticos y de desarrollo económico” (M. B. Cañellas, L. M Pereira i J. F. Manchado, 2021). Desde marzo de 2005 y según el Decreto 95/2005, esta se convirtió en un bien de interés cultural en la categoría de monumento y anualmente recibe más de 100 mil visitantes. Según el Diario de Cádiz, la Torre Tavira fue el equipamiento cultural y turístico más visitado en el año 2018. Todos estos datos refuerzan el hecho que uno de los edificios más emblemáticos de la ciudad de Cádiz, el cual hasta la construcción de la cámara oscura estaba cerrado al público, se ha convertido en una iniciativa de desarrollo para el sector turístico, incrementando considerablemente la oferta cultural de la zona.
La relevancia de la Torre Tavira también se extiende a nivel internacional. Otras localidades han cogido la patente de la cámara oscura de la Torre (n.º U9701729) con el objetivo de instalarla en algunos de sus edificios emblemáticos; como por ejemplo en Jerez, El Alcázar; en Écija, Sevilla; o en Lisboa, Portugal. El mismo equipo de la Torre Tavira ha iniciado un proyecto llamado “Camara Oscura World” en formato de página web, en el cual se reúnen todas las cámaras oscuras del mundo, con fotografías, explicaciones y curiosidades de cada una de ellas.

## Vistas desde la torre

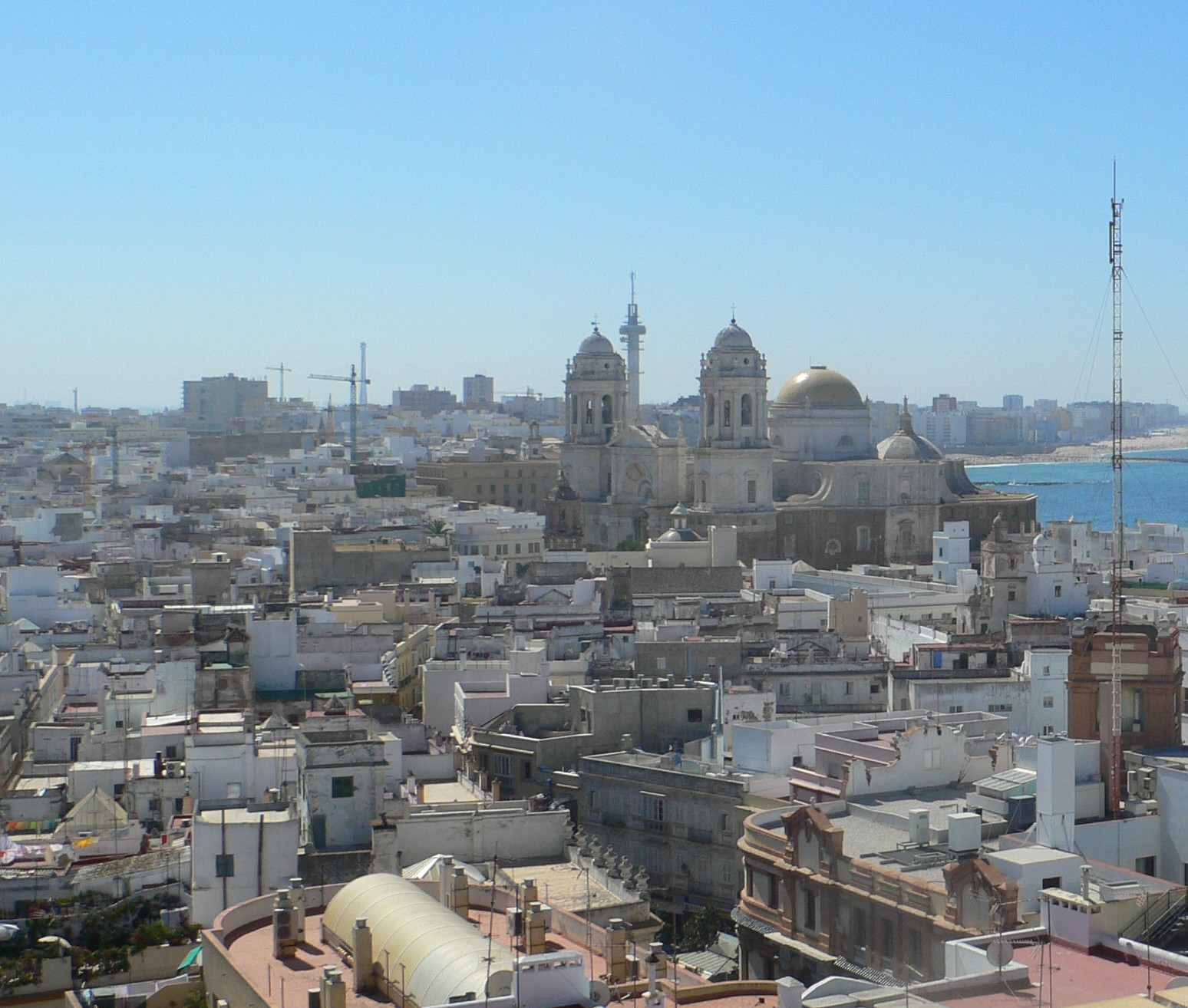
Vista hacia el sur.
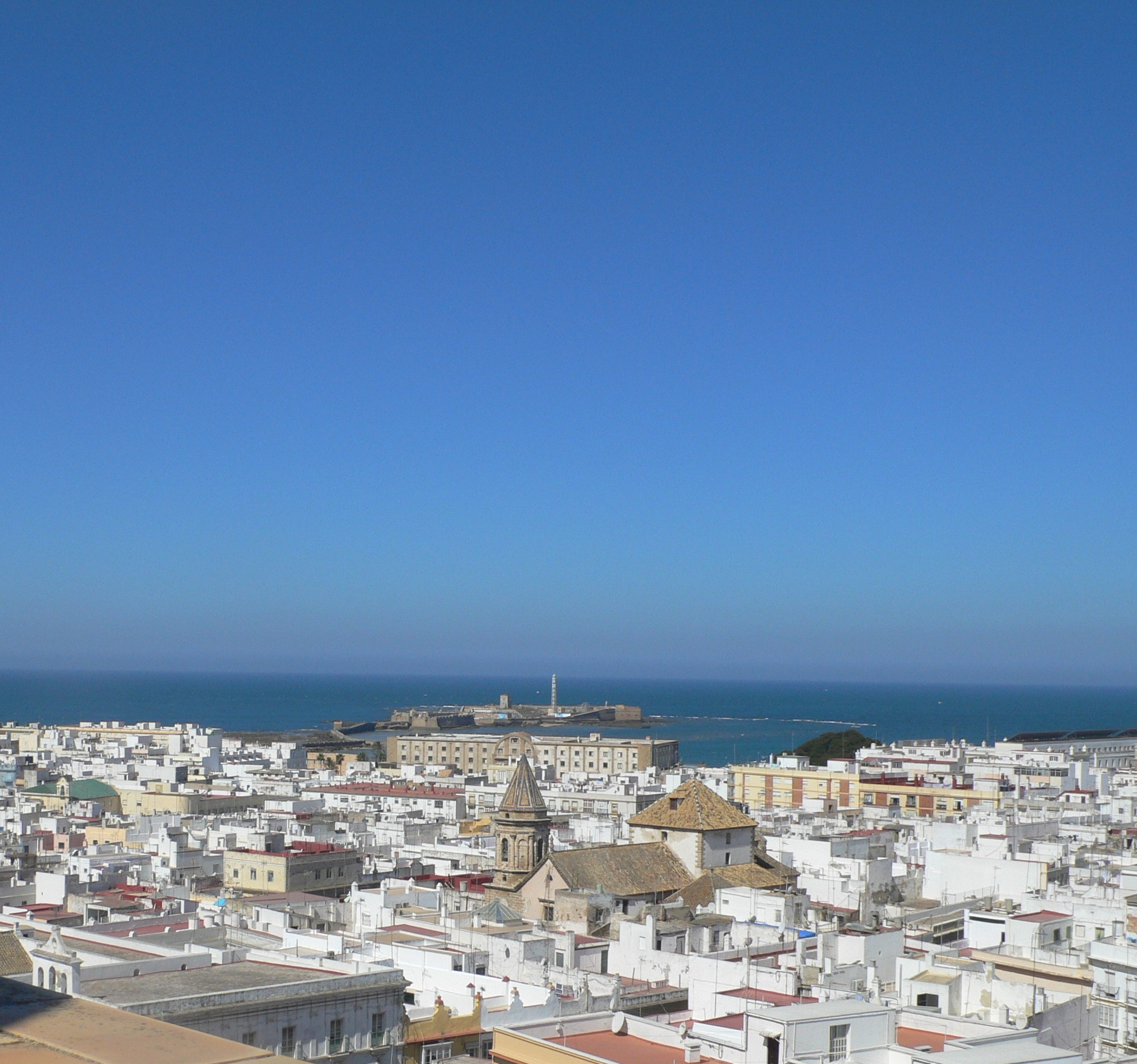
Vista hacia el norte.